# Marcus Hock
Marcus Hock (* 26. März 1982 in Aschaffenburg) ist ein deutscher ehemaliger Handballspieler.

## Karriere
In der Jugend spielte er in Haibach für den dortigen Turnverein und für den TSV Mainaschaff. Er bestritt 10 Länderspiele für die Juniorennationalmannschaft. Später schaffte er über den TV Kirchzell (B-Jugend Deutscher Meister) den Sprung in die 
2. Bundesliga. Der Unterfranke wechselte nach Nordhessen und spielte vier Jahre für die MT Melsungen, mit diesem Verein gelang ihm der Aufstieg in die 1. Bundesliga.
Nachdem er in der Saison 2006/2007 für die HSG Wetzlar gespielt hatte, wechselte er im Sommer 2007 zum Zweitligisten ASV Hamm. Dort erreichte mit dem ASV Hamm 04/69 Handball in der Saison 2007/08 den dritten Tabellenplatz und wurde mit 308 Treffern Torschützenkönig der 2. Bundesliga Staffel Nord. Im Folgejahr wurde er mit 258 Treffern nochmals bester Torschütze in der Nordstaffel. Mit dem ASV Hamm 04/69 Handball (seit 2010 HSG Ahlen-Hamm) gelang ihm in der Saison 2009/2010 noch einmal der Aufstieg in die 1. Liga. Im Sommer 2011 schloss er sich dem HC Erlangen an. Im Januar 2012 wechselte Hock zum Schweizer Verein TV Möhlin, mit dem er im folgenden Sommer den Aufstieg in die Nationalliga B schaffte. Dort wurde er in der Saison 2012/2013 mit 238 Toren Torschützenkönig und fungierte neben seiner Rolle als Spielmacher außerdem als Assistenztrainer von Wolfgang Böhme. Ab Sommer 2014 war er beim TV Möhlin als Spielertrainer tätig. 2017 beendete er dort seine Karriere.